# Platyplectrum
Genre
Synonymes
- Opisthodon Steindachner, 1867

Platyplectrum est un genre d'amphibiens de la famille des Limnodynastidae.

## Répartition

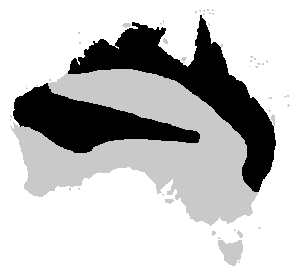
Répartition

Les 2 espèces de ce genre sont endémiques de l'Australie.

## Liste des espèces
Selon Amphibian Species of the World (19 novembre 2016) :
- Platyplectrum ornatum (Gray, 1842)
- Platyplectrum spenceri (Parker, 1940)

## Description
Les deux espèces sont terrestres et souterraines, passer de longs moments sous terre, notamment pendant les périodes les plus sèches. Elles habitent dans des environnements allant des zones arides aux forêts humides. L'accouplement a lieu après la pluie et les mâles appellent les femelles depuis des points d'eau temporaires ou permanents. 
Les espèces de ce genre sont assez semblables physiquement à beaucoup de grenouilles du genre Limnodynastes, elles ont aussi en commun les habitudes de ce genre, comme de vivre dans des terriers, un "tok" comme appel et un nid mousseux d'œufs (qui, chez opisthodon se délite après quelques heures).

## Publication originale
- Günther, 1863 : On new species of batrachians from Australia. Annals and Magazine of Natural History, sér. 3, vol. 11, p. 26-28 (texte intégral).